# Nissan C
Renault-Nissan C (англ. Nissan C Platform) — автомобильная платформа для переднеприводных автомобилей C-класса.
Renault начал производить автомобили на этой платформе в 2003 году. Первыми автомобилями Renault, произведенными на этой платформе, стали Renault Megane и Renault Scenic второго поколения.
Производство автомобилей Nissan на этой платформе началась в 2004 году с выходом на японский рынок 7-местного минивэна Lafesta.
В 2010 году Mercedes-Benz и Renault подписали соглашение о сотрудничестве и в 2012 году Mercedes представил грузопассажирский автомобиль Mercedes Citan, который построен на той же платформе, что и Renault Kangoo.

## Автомобили

### Renault
- 2003 Renault Megane Второе поколение
- 2003 Renault Scénic Второе поколение
- 2008 Renault Koleos
- 2008 Renault Megane Третье поколение
- 2008 Renault Kangoo Второе поколение
- 2009 Renault Scénic Третье поколение
- 2009 Renault Fluence

### Nissan
- 2004 Nissan Lafesta
- 2007 Nissan Qashqai (J10)
- 2007 Nissan Sentra (B16)
- 2007 Nissan X-Trail Второе поколение
- 2008 Nissan Rogue
- 2008 Nissan Maxima
- 2009 Nissan Qashqai+2 (J11)
- 2013 Nissan Versa Note

### Renault Samsung
- 2008 Renault Samsung QM5
- 2009 Renault Samsung New SM3

### Mercedes-Benz
- 2012 Mercedes-Benz Citan

|  |  |  |
|  |  |  |
|  |  |  |